# Los Alisos
Los Alisos är en ort i Mexiko.   Den ligger i kommunen Motozintla och delstaten Chiapas, i den sydöstra delen av landet, 900 km sydost om huvudstaden Mexico City. Los Alisos ligger 2 447 meter över havet och antalet invånare är 176.
Terrängen runt Los Alisos är varierad. Los Alisos ligger uppe på en höjd. Runt Los Alisos är det ganska tätbefolkat, med 134 invånare per kvadratkilometer. Närmaste större samhälle är Motozintla de Mendoza, 5,5 km norr om Los Alisos. I omgivningarna runt Los Alisos växer i huvudsak städsegrön lövskog.